# Rebelião em Zacatecas de 1835
 A rebelião em Zacatecas de 1835 foi um conflito armado inserido nas lutas entre os centralistas e federalistas mexicanos na primeira metade de século XIX, durante a administração do general mexicano Antonio López de Santa Anna.
Por causa do fracasso do sistema federalista, o centralismo ganhou influência  e congresso modificou a constituição mexicana de 1824 a fim de criar uma república centralista, limitando o poder dos estados e reduzindo o número de tropas militares.  
Tais acontecimentos levaram uma rebelião em Zacatecas, onde o próprio governador, Francisco García Salinas, reuniu um exército de cerca de três mil homens contra o governo. Para por fim aos revoltosos, o presidente Santa Anna, em pessoa, dirigiu um exercito para sufocar a revolta, deixando a presidência a encargo do General Miguel Barragán.
Gárcia Salinas foi derrotado na Batalha de Zacatecas (1835), e como castigo por sua rebeldia, foi obrigado a renunciar o mandato.